# Alex Carter
Alex Carter (* 12. November 1964 in Toronto; gebürtig Alex Apostolopoulos) ist ein kanadischer Schauspieler.

## Leben und Leistungen
Der griechischstämmige Schauspieler wuchs in Toronto auf. Danach lernte er Schauspielkunst in The Beverly Hills Playhouse und kehrte anschließend nach Kanada zurück. Er debütierte in einer größeren Rolle an der Seite von Meg Foster im kanadischen Fernsehdrama Das Geheimnis von Holden House aus dem Jahr 1988. Nach einigen Gastauftritten in Fernsehserien trat er an der Seite von Tony Goldwyn, Alan Arkin und Greg Germann im Fernsehthriller Mörderische Hitze (1993) auf. Im Fernsehthriller Moonshine Highway (1996) spielte er eine größere Rolle neben Kyle MacLachlan und Randy Quaid.
Der Film It Is What It Is (2001), in dem Carter neben Stephen Tobolowsky eine der größeren Rollen spielte, erhielt im Jahr 2003 drei Auszeichnungen des New York International Independent Film & Video Festivals, darunter als Bester Spielfilm. Im Filmdrama The Day Reagan Was Shot (2001) war Carter an der Seite von Richard Crenna und Richard Dreyfuss zu sehen. Im Fernsehdrama Das Geheimnis der Meerjungfrau (2006) spielte er einen Ordensbruder, in den sich die verheiratete Jessie Sullivan (Kim Basinger) verliebt.
Carter ist verheiratet und hat drei Töchter. Er lebt in Santa Monica.

## Filmografie (Auswahl)
- 1988: Das Geheimnis von Holden House (Betrayal of Silence)
- 1993: Mörderische Hitze (Taking the Heat)
- 1994: Spenser – Das Drogenkartell (Spenser: Pale Kings and Princes)
- 1995: Der Killer aus dem Schatten (The Man in the Attic)
- 1996: Moonshine Highway
- 1996: Verzweifelte Entscheidung (Her Desperate Choice)
- 1996: What Kind of Mother Are You?
- 1996–1997: Traders (Fernsehserie)
- 1996–1998: Black Harbour (Fernsehserie)
- 1997: Ein Abschied für immer? (Time to Say Goodbye?)
- 2000: Task Force: Caviar
- 2001: It Is What It Is
- 2001: The Day Reagan Was Shot
- 2002: Guilt by Association
- 2003: Out of Time – Sein Gegner ist die Zeit (Out of Time)
- 2003: Veritas: The Quest (Fernsehserie)
- 2003–2006, 2008–2013: CSI: Vegas (CSI: Crime Scene Investigation, Fernsehserie, 41 Folgen)
- 2005: Die Insel (The Island)
- 2006: Das Geheimnis der Meerjungfrau (The Mermaid Chair)
- 2007–2008: Lincoln Heights (Fernsehserie, 10 Folgen)
- 2007, 2009, 2012: Burn Notice (Fernsehserie, 6 Folgen)
- 2009: Leverage (Fernsehserie, 2 Folgen)
- 2011: Haven (Fernsehserie, Folge 2x10)
- 2011: Dunkle Tage (Look Again, Fernsehfilm)
- 2012: 40 Days and Nights
- 2013: House of Versace – Ein Leben für die Mode (House of Versace)
- 2016: Saving Hope (Fernsehserie, Folge 4x14)
- 2016: The Last Ship (Fernsehserie, Folge 3x12)
- 2017: Ransom (Fernsehserie, Folge 1x01)
- 2018: Akte X – Die unheimlichen Fälle des FBI (The X-Files, Fernsehserie, Folge 11x08)
- 2018: S.W.A.T. (Fernsehserie, Folge 1x21)
- 2021: Magnum P.I. (Fernsehserie, Folge 3x16)